# El País (Lérida)
El País fue un periódico español editado en Lérida entre 1879 y 1934.

## Historia
Nació en 1879. A lo largo de su historia mantuvo una línea editorial cambiante, dependiendo de la situación política del momento. En el periodo de la Restauración fue una publicación de corte liberal. A partir de 1919 se alineó con la derechista Unión Monárquica Nacional. La publicación llegó a ser propiedad del político Eduardo Aunós durante algún tiempo.
Desde 1930 fue una publicación bilingüe. Tras la proclamación de la Segunda República el diario adoptó una línea editorial republicana, llegando a adoptar el subtítulo «Diario republicano independiente». Dejaría de publicarse a finales de ese mismo año, suspendido tras los hechos de octubre de 1934. A su desaparición fue sucedido por La Tribuna.